# Sylvie Ohayon
Pour les articles homonymes, voir Ohayon.
Sylvie Ohayon est une auteure et réalisatrice française.

## Biographie
D'origine juive tunisienne et algérienne, Sylvie Ohayon passe toute son enfance dans la Cité des 4000 de La Courneuve, qu'elle quitte en 1996. Après des études de lettres, elle travaille dans la publicité.
Sylvie Ohayon est l'auteure de six romans, dont cinq parus aux Éditions Robert Laffont : Papa Was Not a Rolling Stone, qui a reçu le prix de la Closerie des Lilas en 2011, Les Bourgeoises en 2012, Bonnes à (re)marier en 2014, L'Une contre l'autre en 2015 et Micheline en 2017.
Scénariste et réalisatrice, elle a coadapté son premier roman au cinéma avec Sylvie Verheyde,.

## Œuvres
- Papa was not a Rolling Stone[7], Robert Laffont, 2011.
- Les Bourgeoises, Robert Laffont, 2012.
- Bonnes à (re)marier, Robert Laffont, 2014.
- L’Une contre l’autre, Robert Laffont, 2015.
- Ravie, Fayard, 2016[8].
- Micheline, Robert Laffont, 2017.

## Filmographie

### Scénariste et réalisatrice
- 2014 : Papa Was Not a Rolling Stone
- 2021 : Haute Couture